# Wolfgang von Schleinitz

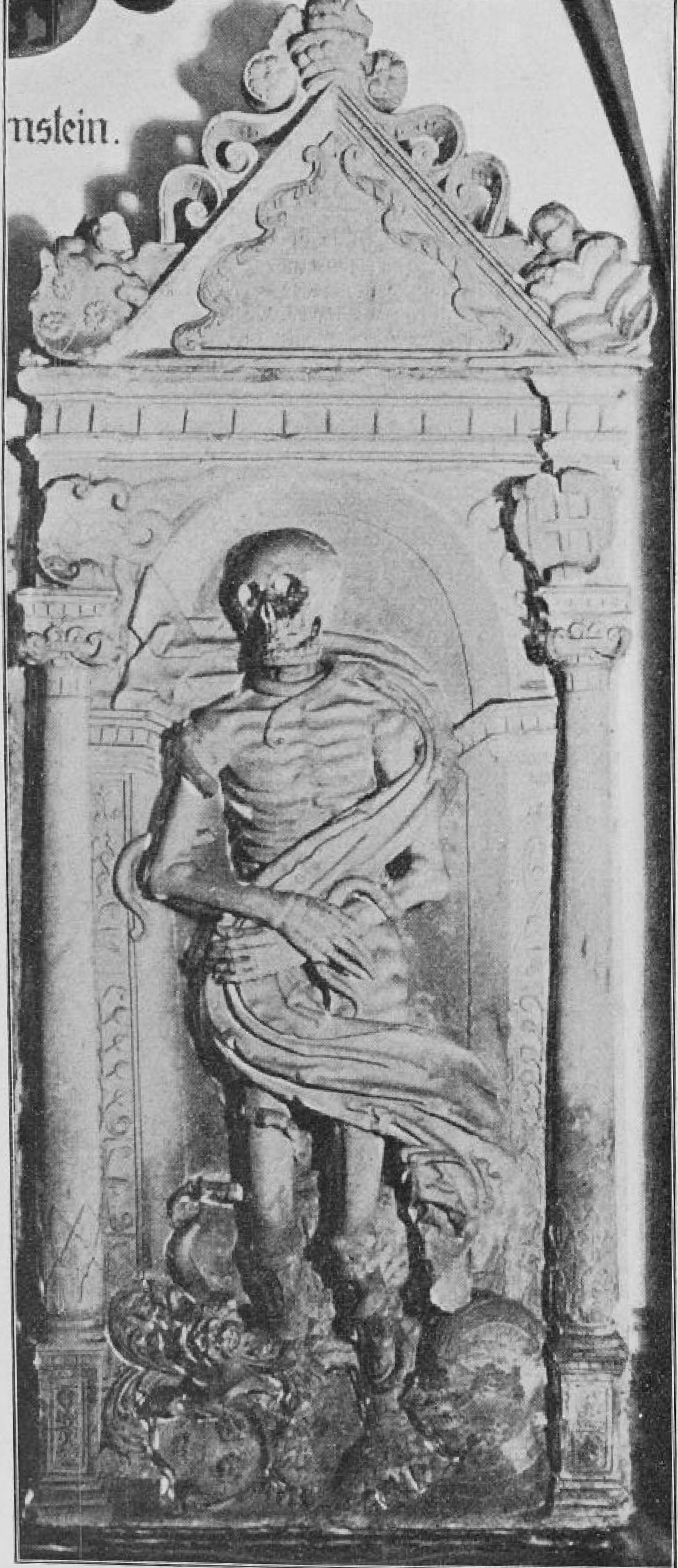
Grabmal Wolfgang von Schleinitz in Meißen

Wolf(gang) von Schleinitz (* um 1475; † 4. Oktober 1523) war Rat des Herzogs Georg von Sachsen und erlangte vor allem durch sein ungewöhnliches Epitaph Bekanntheit.

## Leben und Wirken
Wolfgang  von Schleinitz entstammte dem Adelsgeschlecht von Schleinitz, war der Sohn von Georg von Schleinitz auf Ragewitz, Stauchitz, Grubnitz und Altoschatz und dessen Ehefrau Maria von Schleinitz geb. von Maltitz. Der später Bischof Johann VII. von Meißen war sein Bruder.
Wie viele seiner Familienangehörigen und insbesondere sein Vater trat er in den Dienst der Wettiner und wurde Rat Georgs des Bärtigen.
Er soll ein schöner Mann gewesen sein, so dass man ihn als den Schönen von Schleinitz bezeichnete. Um jedoch nicht zu stolz darüber zu werden, habe er sich über seinen Spiegel ein Totengerippe mit Würmern und Schlangen umwunden malen lassen, um sich, sooft er in den Spiegel sehe, zu erinnern, dass nach seinem Tod sein Leib der Schlangen und Würmer Speise werde. So ist er auch auf seinem Epitaph nach dem 1523 erfolgten Tod dargestellt worden, der ursprünglich im Westflügel des Kreuzganges des Franziskanerklosters in Meißen stand. Die Sage berichtet, dass Schleinitz verordnet habe, man solle ihn nicht, wie er bei seinem Tode aussehe, auf dem Epitaph in Stein abbilden, sondern erst, wenn er einige Wochen in der Erde gelegen habe, ausgraben und was er dann für eine Gestalt habe, die solle man auf seinem Grabmal abbilden. So entstand sein Epitaph, das ein Totengerippe zeigt, dem am Hals eine Schlange hängt, während Arme und Beine von Schlangen durchzogen sind.
Abraham von Schleinitz ist sein Enkel.